# Die Abenteuer des Apollo – Das brennende Labyrinth
Die Abenteuer des Apollo – Das brennende Labyrinth (engl. Original: The Trials of Apollo, Book 3: The Burning Labyrinth) ist der dritte Teil der fünfteiligen Fantasy-Reihe Die Abenteuer des Apollo von Rick Riordan basierend auf griechischer Mythologie. Das Buch erschien auf Englisch 2018 im Disney Hyperion Verlag und auf Deutsch 2019 im Carlsen-Verlag, übersetzt von Gabriele Haefs. Es spielt in der heutigen Zeit und handelt von Apollo, einem olympischen Gott, der als Strafe von Zeus auf die Erde geschickt wird. Er versucht, ohne göttliche Kräfte alle antiken Orakel aus der Macht dreier römischer Kaiser zu befreien, um wieder auf den Olymp zurückzukehren. Es ist die Fortsetzung der Percy-Jackson-Reihe sowie der Helden-des-Olymp-Reihe und spielt auch in derselben Welt wie diese.
Im dritten Teil der Reihe geht es darum, dass Meg, Apollo und der Satyr Grover aus dem Labyrinth des Dädalus herausfinden und das Feuer vernichten müssen, welches darin brennt. Auf ihrer Suche kämpfen sie gegen Medea und ihren mächtigen Herrn Caligula.

## Handlung
Der dritte Band der Reihe beginnt nach den Abenteuern des zweiten Bandes. Apollo, Meg und der Satyr Grover Underwood sind im Labyrinth des Dädalus auf der Suche nach den Feuern. Durch einen Tunneleinsturz gelangen sie wieder zurück an die Oberfläche, an einen Ort, der sich als die frühere Heimat von Meg herausstellt. Dort stoßen sie auf Naturgeister in Form von sprechenden Pflanzen. Auf der Suche nach einem Satyr namens Hedge kämpfen sie gegen Naevius Sutorius Macro, der ein Diener Caligulas ist, einer der gefürchtetsten Kaiser des römischen Reiches.
Apollo und Meg fahren am zu Piper, um mit ihr über das Labyrinth zu sprechen. Sie holen Jason aus dem Internat und dieser berichtet, dass er die Sybille Herophile im Labyrinth getroffen hat. Um das brennende Orakel finden zu können, brauchen sie die Schuhe Caligulas, seine Caliga. Deshalb begeben sich Apollo, Meg, Jason und Piper zur riesigen Flotte Caligulas, die aus 50 Yachten besteht, aber sie werden von Incitatus entdeckt und zum Kaiser gebracht. Jason verwickelt Caligula in einen Kampf und wird tödlich verletzt.
Apollo und seine Freunde machen sich auf den Weg zum Labyrinth. Sie landen in einem Abgrund, in dem der immer noch brennende Geist des Helios, des ehemaligen Sonnengotts ist. Er ist für die Waldbrände verantwortlich. Apollo befreit Helios, woraufhin die Brände im Labyrinth verschwinden. Sie erhalten einen weiteren Teil der Weissagung, treffen jedoch beim Ausgang auf Medea und Incitatus und müssen diese besiegen.

## Hauptfiguren
- Apollo: ehemaliger Gott, muss alle Orakel befreien, wurde von Zeus bestraft
- Meg Mc Caffrey: Tochter der Demeter, Herrin Apollos, Stieftochter Neros
- Grover Underwood: Satyr, Beschützer von Halbgöttern
- Caligula: ehemaliger tyrannischer Kaiser, bekannt für seine wahnsinnige Herrschaft und seinen Reichtum, Mitanführer der Triumvirat Holdings
- Jason Grace: Sohn des Zeus, ehemaliger Prätor der 12. Legion
- Piper McLean: Tochter der Aphrodite, beherrscht Charme-Sprech

## Hintergrund
Das Buch landete nach der Veröffentlichung schnell auf dem Platz 7 in der Bestsellerliste, in der Kategorie Jugendbuch. Seine Bestplatzierung war auf Platz 4 im Juni 2019.
Es ist, wie Percy Jackson, ..., an der römischen und griechischen Mythologie orientiert. Es ist wie alle Die-Abenteuer-des-Apollo-Bücher aus der Sicht Apollos als personaler Erzähler – Ich-Erzähler geschrieben. Am Anfang jedes Kapitels anstelle einer Kapitelüberschrift ein zum Kapitel passendes Haiku von Rick Riordan.

## Deutsche Ausgabe
Rick Riordan: Die Abenteuer des Apollo – Das verborgene Orakel. Band 3. Carlsen Verlag, Hamburg 2019, ISBN 978-3-551-55690-5.